# Hartchromschicht
Eine Hartchromschicht ist eine mit Hilfe der Galvanotechnik aufgetragene Chromschicht, die zum Schutz vor Verschleiß und Korrosion dient. Die charakteristische Eigenschaft ist dabei die Dicke der Schicht, die abhängig von der erwarteten Materialbelastung gewählt wird. Mit einer üblichen Schichtstärke zwischen 20 μm und 500 μm ist sie deutlich dicker als eine Glanzverchromung.

## Eigenschaften
Die Härte von reinem Chrom liegt zwischen 1450 und 2050 HV. Elektrolytisch abgeschiedene Chromschichten liegen in der Praxis mit 600–1200 HV deutlich unter diesen Werten. Sie eignen sich optimal zum Verschleißschutz.

Hartchromschicht mit deutlichem Rissnetzwerk senkrecht zur Oberfläche unter dem Rasterelektronenmikroskop. Die Schicht wurde galvanisch mit einer Schichtdicke von rund 50 μm auf eine Aluminiumlegierung aufgetragen.

Das aufgetragene Chrom kann sich matt-spröde, glänzend-hart oder milchig-weich ausbilden und damit verbunden verschiedene Eigenschaften haben. Die in der Praxis gängigste Variante ist die glänzend-harte Chromschicht, deren Eigenschaften in diesem Artikel aufgeführt sind.
Der sehr niedrige Gleitreibungskoeffizient liegt, abhängig von der Reibfläche, zwischen 0,06 und 0,22, weshalb häufig hydraulische Zylinder mit einer Hartchromschicht versehen werden.
Technisch interessant ist außerdem die Benetzbarkeit der Chromschicht, die stark abhängig von der für Chrom typischen Rissbildung ist. Schmierstoffe können sich über dieses Rissnetzwerk sehr gut verteilen und haften gut an der Oberfläche. Glänzend-hart aufgetragenes Chrom weist eine sehr geringe Korngröße von weniger als 0,1 µm auf. Die Körner wachsen senkrecht zur Oberfläche des Substrates. Während der Abscheidung kommt es zu inneren Spannungen. Diese Zugspannungen überschreiten die Kohäsionskräfte des Chroms, daher kommt es zu ebenfalls senkrecht stehenden Rissen in der Chromschicht.
Aus der Rissbildung resultiert für Hartchromschichten eine im Vergleich zu reinem Chrom geringere Dichte. Die Dichte der Hartchromschichten liegt bei 6,9 {\displaystyle {\frac {g}{cm^{3}}}} während die Dichte für reines Chrom bei 7,14 {\displaystyle {\frac {g}{cm^{3}}}} liegt.
Bei milchigen und matten Beschichtungen tritt die Rissbildung nicht auf, die Korngröße liegt bei bis zu 100 µm.

## Herstellungsverfahren
Das Chrom scheidet sich mittels elektrolytischer Abscheidung aus dem Chromelektrolyt auf dem zu verchromenden Werkstoff ab. Substrate können Metalle oder Kunststoffe sein. Die Eigenschaften der Beschichtung werden über Stromdichte und Temperatur während der Abscheidung festgelegt.
Niedrige Stromdichten von ca. 10–60 {\displaystyle {\frac {A}{dm^{2}}}} und Temperaturen im Bereich von 30–60 °C sorgen für einen glänzenden Niederschlag. Höhere Temperaturen werden für einen milchigen Niederschlag benötigt, während eine Erhöhung der Stromdichte zu einem matten Niederschlag führt.

## Anwendung
Wegen ihrer hohen Härte finden Hartchromschichten vornehmlich im Verschleißschutz Anwendung. Außerdem können sie zum Schutz vor Korrosion eingesetzt werden, da Chrom beim Kontakt mit Luft eine dichte und defektarme Oxidschicht bildet und somit in einen passiven Zustand übergeht. Hierzu wird jedoch eine Schichtdicke von wenigstens 50 μm benötigt, was den Korrosionsschutz für dekorative Glanzverchromungen ausschließt.
Die hohe Härte und der niedrige Reibungskoeffizient der Hartchromschicht erlauben beispielsweise den Einsatz in den folgend aufgeführten Bereichen.
| Industriezweig     | Einsatzbereich                                                                               |
| ------------------ | -------------------------------------------------------------------------------------------- |
| Maschinenbau       | - Pressformen - Druckzylinder - Werkzeuge - Lehr-/Messwerkzeuge - Lagerwellen                |
| Automobilindustrie | - Motorenzylinder - Kolben - Zylinderlaufbuchsen - Kurbelwellen - Nockenwellen - Kolbenringe |
| Druckindustrie     | - Walzen - Pumpenwellen                                                                      |